# Émile Taddéoli

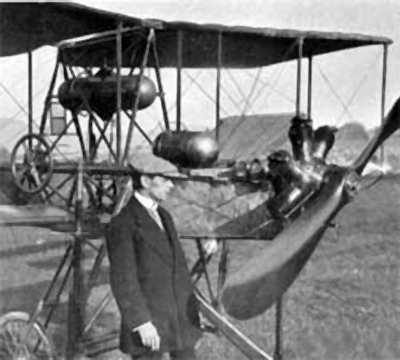
Emile Taddéoli e il suo Dufaux 4, 1910

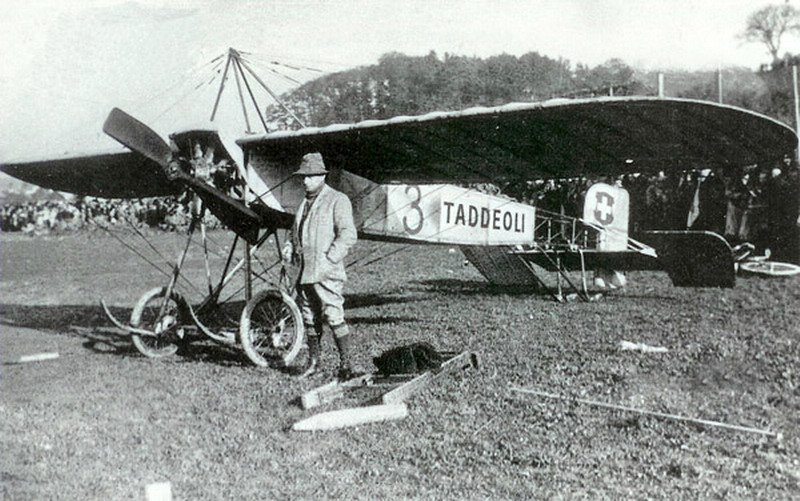
Emile Taddéoli e il suo monoplano Morane

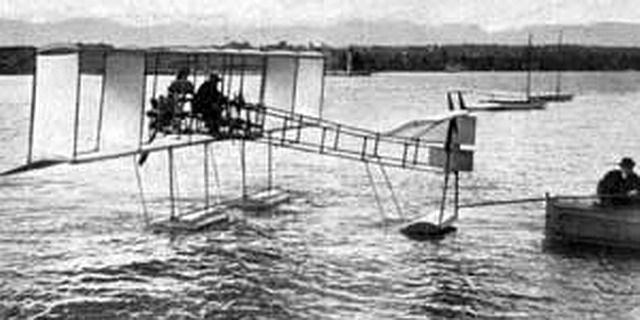
La Mouette idrovolante sul lago di Ginevra nel marzo 1912

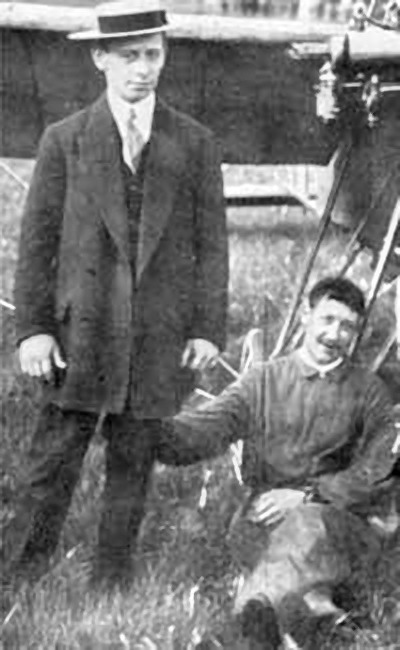
Emile Taddéoli e René Grandjean in un raduno aereo a Zugo, agosto 1912

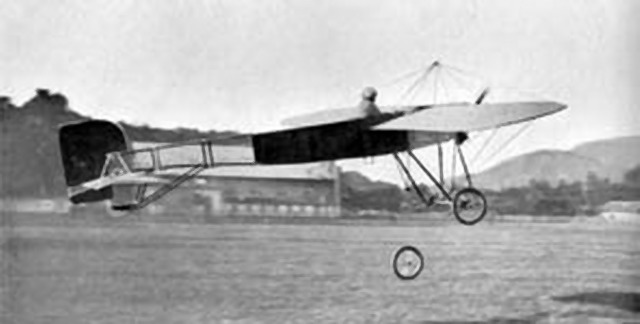
Incidente a Berna-Beundenfeld il 3 giugno 1913

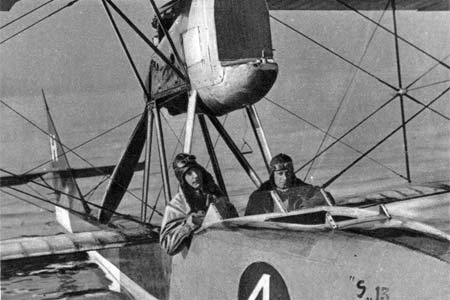
Maurice Duval ed Emile Taddéoli su un Savoia S-13 (CH-4) sul lago di Ginevra

Pierre Émile Taddéoli (Ginevra, 8 marzo 1879 – Romanshorn, 24 maggio 1920) è stato un aviatore svizzero, pioniere del volo su idrovolanti. Fu pilota, istruttore e collaudatore e ricevette il brevetto di pilota numero 2, rilasciato in Svizzera, il 10 ottobre 1910.

## Biografia
La passione di Emile Taddeoli per i motori e la meccanica sorse in giovanissima età. Dopo un certo successo come ciclista al velodromo di Varambé (Ginevra) nel 1893-1894, fu motociclista (progettò un prototipo), meccanico e pilota di auto (1895-1909), e quindi attratto dall'aviazione che divenne molto popolare in Svizzera nel 1908/1909. Ispirandosi a Alberto Santos-Dumont e Louis Blériot, nel marzo 1909 lasciò la Svizzera per Mourmelon-le-Grand (Francia) per imparare a volare presso l'Ecole d’aviation Blériot. Il 22 marzo 1910 fece il suo primo volo a 1500 m sul suo recente acquisto Blériot XI. Nonostante la sua esperienza relativamente limitata, partecipò, a partire dall'aprile 1910, a diversi raduni di volo in Italia, Francia e Portogallo, e su proposta di Armand Dufaux, sorvolò Parigi il 18 luglio 1910. Tornato a Ginevra, iniziò a volare in tutta la Svizzera, ottenendo numerosi premi (oltre 161 minuti di volo ed altri) sul suo Blériot 8, riuscendo ancora una volta nel primo sorvolo del Cantone di Ginevra il 7 settembre 1910.
Sul suo recente acquisto, un Dufaux 4 biplano, da settembre a ottobre 1910, Taddeoli divenne l'istruttore di volo di Armand Dufaux e Henri Dufaux. Durante un raduno aereo a Lucerna, nel mese di settembre 1910, entrò in collisione con una fila di alberi appena prima dell'atterraggio e riuscì ad abbandonare il relitto del suo aereo illeso. Un altro pilota, Hans Schmid, perse la vita. Questo tragico incidente innescò una crisi, quando i giornali svizzeri denunciarono quello che venne definito un circo aereo inutile.
Nel corso della riunione di volo a Brig, cercò di sorvolare le Alpi per la prima volta. In un incontro a Berna con sei piloti, Taddeoli riuscì ad effettuare un volo sulla città della durata di 58 minuti ad un'altitudine di 600 metri. Il 10 ottobre 1910 ricevette il brevetto di pilota svizzero n. 2. Il numero 1 era stato dato a Ernest Failloubaz.
Il 10 ottobre 1910 Taddeoli vinse un cospicuo premio in occasione della riunione di volo a Berna, dopo aver raggiunto una quota di 350 metri; questo premio e i guadagni realizzati in diversi voli dimostrativi - velocità di 120 km/h nel mese di novembre 1910, Viry-Losanna-Blécherette in 60 minuti sulla distanza di 80 km) il 31 maggio 1911, sorvolo di Carouge e Ginevra, a una quota di 400 metri, record svizzero in un volo di 125 km - gli consentirono di acquistare, nel mese di aprile dell'anno successivo, un monoplano Morane-Borel, con il quale partecipò a raduni di volo a Losanna, Annecy (Francia), Viry, Lugano, Avenches, Ginevra (quota di 900 m), Berna, Planeyse, Dübendorf ed altri ancora.
Nel mese di giugno 1911, in collaborazione con Edouard Perrot (Edouard Perrot & Cie), Taddeoli iniziò a progettare l'idrovolante "La Mouette", facendo esperimenti preliminari utilizzando un biplano Dufaux 4 dotato di galleggianti. Il 24/25 giugno 1911, nel corso di una riunione di volo ad Annecy, si schiantò, con il suo Dufaux 5, sul lago di Ginevra. Il 26 marzo 1912 il primo tentativo di decollo non ebbe successo, e "La Mouette" andò distrutto. Al decolo di un volo da Berna a Bienne, il 3 giugno 1913, Taddeoli perse una ruota, ma la fortuna fu di nuovo con lui. Oskar Bider assistette all'incidente e prese la ruota raggiungendo Taddeoli, per avvertirlo del pericolo: Taddeoli riuscì ad atterrare senza problemi a Bienne. Nel corso degli anni successivi, Taddeoli prese parte a 45 incontri di volo nel giro di 53 mesi ottenendo premi e record. Una sua domanda di adesione all'aviazione militare venne rifiutata perché era sposato.
Per qualche tempo si guadagnò da vivere trasportando passeggeri ma poi lasciò la Svizzera per Sesto Calende, sulla sponda meridionale del Lago Maggiore, dove fu assunto come pilota collaudatore alla  Savoia a metà 1914. Questo produttore di idrovolanti era il leader in Europa, e l'idrovolante SIAI S.13 era il velivolo più venduto. Nel corso di questi cinque anni di attività, Taddeoli fece più di 2.700 test di volo, coprendo la distanza di oltre 150.000 km.
Nel gennaio del 1919, fu pioniere del nuovo attraversamento degli Appennini su un idrovolante tra Sesto Calende e Sanremo. Il 12 luglio 1919, con un passeggero a bordo, volò da Sesto Calende sul Lago Maggiore al lago di Ginevra in 110 minuti, sorvolando il massiccio del Monte Bianco (4.695 m) sul suo Savoia S-13.
Nel luglio del 1919 divenne direttore e capo pilota di Avion Tourisme SA e il 12 ottobre 1919, iniziò, come capo pilota sugli idrovolanti Ad Astra Aero S.A. Il 7 aprile 1920, fu nuovamente pioniere nell'attraversamento delle Alpi da Lugano a Ginevra in 85 minuti con un passeggero (Eric Debétaz) a bordo.
Emile morì in un incidente aereo, il 24 maggio 1920, quando un SIAI S.13 con il quale stava facendo un volo dimostrativo ad un'esposizione aerea a Romanshorn, si disintegrò ad una quota di 700 metri. Il suo meccanico ventitreenne, Y. Giovanelli, morì assieme a lui.
Emile Taddeoli, per i suoi meriti sportivi, fu insignito, dall'allora re d'Italia, con l'insegna di cavaliere dell'Ordine della Corona d'Italia. Un monumento sulla sua tomba, a Ginevra, è stato inaugurato nel 1932 e un treno è stato chiamato con il suo nome.